# Saint-Jean-de-Galaure
Saint-Jean-de-Galaure è un comune francese di 1265 abitanti situato nel dipartimento della Drôme della regione dell'Alvernia-Rodano-Alpi.
si è formato nel 2022 dalla fusione dei comuni di La Motte-de-Galaure (capoluogo) e Mureils.

## Società

### Evoluzione demografica
Template:Demografia/Saint-Jean-de-Galaure